# Fluchtseilbahn
Eine Fluchtseilbahn ist eine besondere Form der Seilbahn, welche das schnelle Verlassen eines hohen Bauwerks im Gefahrenfall ermöglichen kann. Aus praktischen Gründen werden Fluchtseilbahnen nur auf Raketenstartplätzen eingesetzt, um im Gefahrenfall dem Wartungspersonal (oder auch den Astronauten) eine schnelle Rückzugsmöglichkeit zu bieten.
Eine Fluchtseilbahn besteht aus einem Seil, welches vom Versorgungsturm zu einem Schutzbunker läuft. Oben auf dem Versorgungsturm sind ein oder mehrere kleine Kabinen untergebracht. Diese können im Gefahrenfall schnell von der Startmannschaft oder den Astronauten besetzt werden. Nach Lösen einer Sperre rollen diese infolge der irdischen Schwerkraft nach unten zum Schutzbunker.
Eine solche Fluchtseilbahn ist am Kennedy Space Center Launch Complex 39 realisiert worden.